# Těšice (Mikulčice)
Těšice je vesnice, část obce Mikulčice v okrese Hodonín. Nachází se na severovýchodě Mikulčic. Je zde evidováno 429 adres, trvale zde žije 921 obyvatel. Těšice leží v katastrálním území Mikulčice o výměře 15,3 km2.

## Historie
První písemná zmínka o vsi pochází z roku 1302. K 1. lednu 1951 přestaly být Těšice samostatnou obcí a byly připojeny k sousedním Mikulčicím.
V roce 1980 bylo zrušeno samostatné katastrální území Těšic a jeho plocha byla začleněna do katastru Mikulčic.